# 말런 웨이언스
말런 웨이언스(Marlon Wayans, 1972년 7월 23일 ~ )는 미국의 배우이다.

## 출연 작품
- 리스펙트 (2021)
- 섹스튜플리츠 (2019)
- 누드 리플레이 (2017)
- 말런 (2016)
- 블랙의 50가지 그림자 (2016)
- 헌티드 하우스 2 (2014)
- 헌티드 하우스 (2013)
- 히트 (2013)
- 마마듀크 (2010)
- 댄스 플릭 (2009)
- 지.아이.조 - 전쟁의 서막 (2009)
- 업 클로즈 위드 캐리 키건 (2007)
- 나이스 가이 노빗 (2007)
- 비하인드 더 스마일 (2006)
- 리틀 맨 (2006)
- 무서운 영화 4 (2006)
- 화이트 칙스 (2004)
- 레이디킬러 (2004)
- 지미 키멜 라이브! (2003)
- 투팍 - 부활 (2003)
- 무서운 영화 3 (2003)
- 카슨 데일리 쇼 (2002)
- 무서운 영화 2 (2001)
- 레퀴엠 (2000)
- 던전 드래곤 (2000)
- 무서운 영화 (2000)
- 센스리스 (1998)
- 식스맨 (1997)
- 돈 비 어 메니스 투 사우스 센트럴 와일 드링킹 유어 쥬스 인 더 후드 (1996)
- 더 데일리 쇼 위드 존 스튜어트 (1996)
- 할렘 덩크 (1994)
- 머니 머니 (1992)